# Otto Kirsch (Schauspieler)
Otto Kirsch (6. März 1862 in Wien – 27. März 1932 in Plauen) war ein österreichischer Theaterschauspieler.

## Leben
Kirsch, der eigentlich Speditionskaufmann werden sollte und auch einige Zeit als solcher arbeitete, ging 1885 seiner Neigung folgend zum Theater. Er debütierte in Innsbruck, war sodann an den Stadttheatern Magdeburg (1886), Halle (1887), Graz (1888), Stuttgart (1889–1890) und wurde 1890 Mitglied des Deutschen Volkstheaters Wien. 1891 wurde er an die Burg verpflichtet. Von dort wechselte er nach Berlin (1894–1895). Anschließend ging er nach Meiningen, wo er bis 1911 verblieb. Seine letzte Bühnenstation war Plauen, wo er von 1911 bis 1913 wirkte.
Kirsch vertrat das Fach der ersten Helden und Liebhaber. Er hatte eine verständige Rollenauffassung, scharfe Charakteristik, sprühendes Temperament und sprachliche Vorzüge.
Nach Beendigung seiner Bühnenkarriere gründete er eine Verlagsanstalt.